# Al-Muchtār ibn Abī ʿUbaid

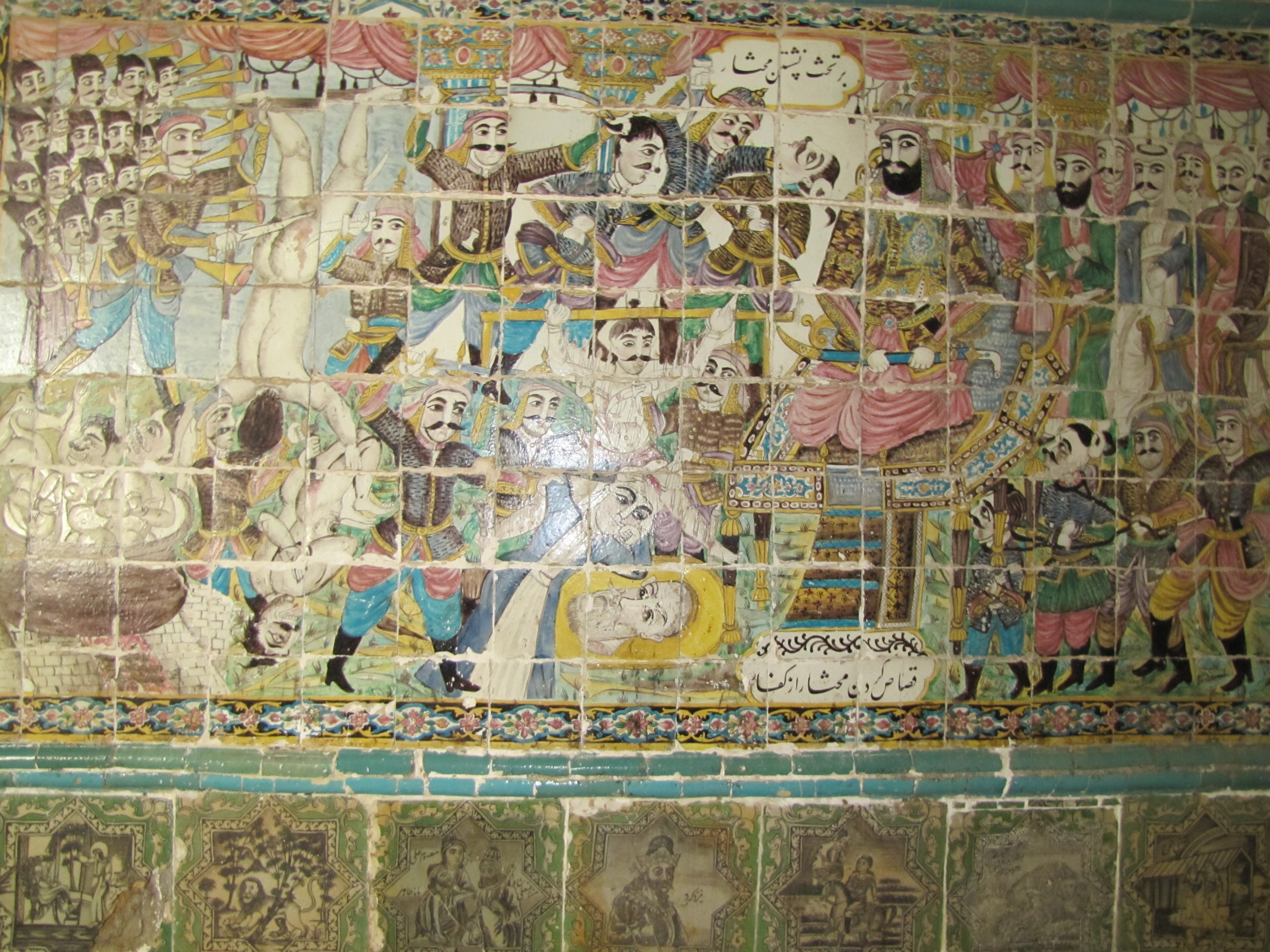
Al-Muchtār, der die Gefallenen der Schlacht von Kerbela rächt. Darstellung auf einem kadscharischen Palast in Kermanschah

Al-Muchtār ibn Abī ʿUbaid (arabisch المختار بن أبي عبيد الثقفي, DMG al-Muḫtār b. Abī ʿUbaid aṯ-Ṯaqafī; geboren um 622 in Ta'if, heute Saudi-Arabien; gestorben 3. April 687 in Kufa, Irak) war der Anführer eines pro-alidischen Aufstandes in Kufa zwischen 685 und 687. Al-Muchtār vertrieb am 18. Oktober 685 die Anhänger des Kalifen Abdallah ibn az-Zubair, die ihrerseits vorher die Umayyaden aus dem Irak vertrieben hatten. Bald beherrschte Muchtar auch Teile des Iran. Er stützte sich vor allem auf nicht-arabische Mawālī, denen er eigenen Sold zahlte.
Als Muchtar jedoch verstärkt die zum Islam übergetretene einheimische Bevölkerung (Mawālī) an der Macht und den Steuereinnahmen beteiligte, kam es bald zu Spannungen mit der arabischen Stammesaristokratie, die ihr Machtmonopol gefährdet sah. Muchtar konnte diese Revolte aber niederschlagen und seine Gegner nach Basra vertreiben. Zwar scheiterte in der Folgezeit eine Ausweitung seiner Herrschaft auf Basra sowie ein Angriff auf den Hedschas, doch errang er einen Sieg über die Umayyaden im Nordirak (686). 
Allerdings besiegte Musab ibn az-Zubair gegen Ende des Jahres 686 Muchtar zweimal und begann mit der Belagerung von Kufa. Mit dem Tod Muchtars am 3. April 687 (14. Ramadan 67 n. H.) fiel Kufa und der gesamte Irak wieder an die Anhänger des Abdallah ibn az-Zubair. 
Der Aufstand des Muchtar ist insofern von Bedeutung, als hier die Mawali erstmals um ihre Teilhabe an der Macht kämpften. Auch wenn dies zunächst scheiterte, verschärfte sich das Problem mit den zunehmenden Übertritten der einheimischen Bevölkerung zum Islam in den folgenden Jahrzehnten und sollte wesentlich zum Sturz der Umayyaden (750) beitragen.